# Otmęt
Otmęt  (deutsch Ottmuth; tschechisch Otmút) ist ein Stadtteil der oberschlesischen Stadt Krapkowice in der Woiwodschaft Oppeln in Polen.

## Geographie

### Geographische Lage
Otmęt liegt in der Region Oberschlesien am rechten Ufer der Oder auf 170 m ü. NHN. Der Stadtteil liegt etwa zwei Kilometer nordwestlich des Krappitzer Ortskern. Otmęt liegt in der Nizina Śląska (Schlesischen Tiefebene) innerhalb der Pradolina Wrocławska (Breslauer Urstromtal). Nördlich des Ortes verläuft die Autobahn A4.

### Nachbarorte
Nachbarorte von Otmęt sind Oderwanz (Odrowąż) im Nordwesten, Gogolin im Nordosten, Oberwitz (Obrowiec) im Südosten und der Krappitzer Ortskern im Südwesten.

## Geschichte

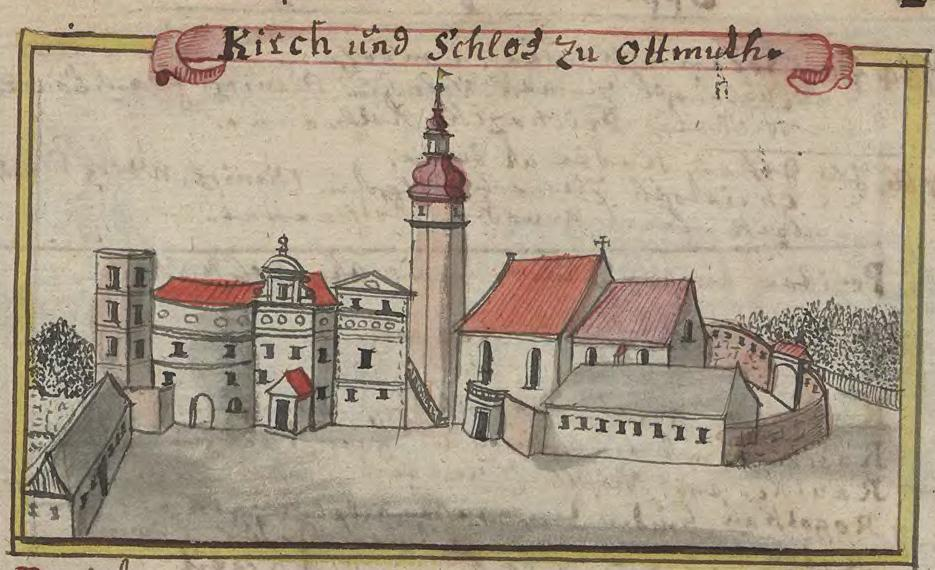
Ottmuth – Kirche und Schloss im 18. Jahrhundert

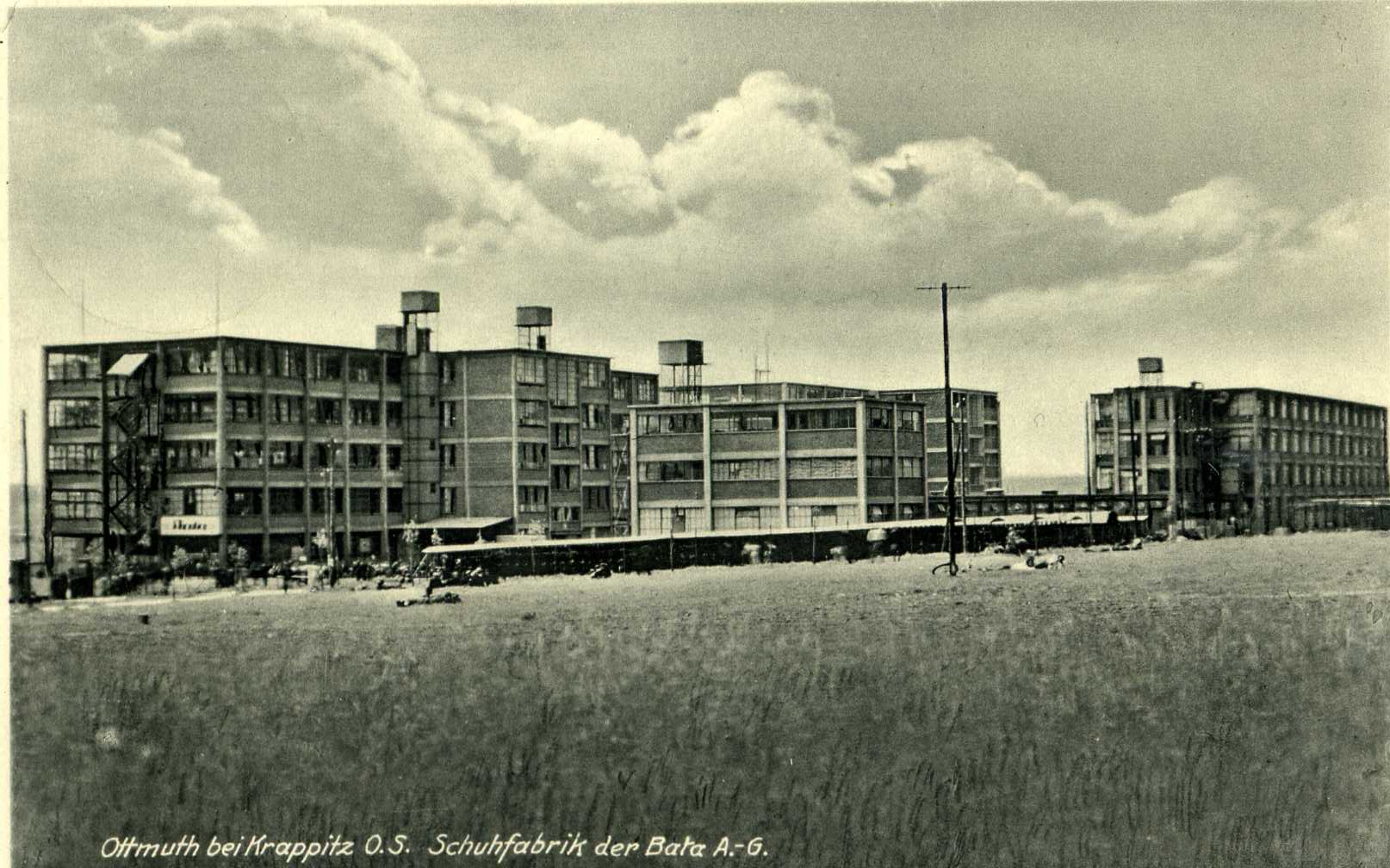
Schuhfabrik Baťa, 1939

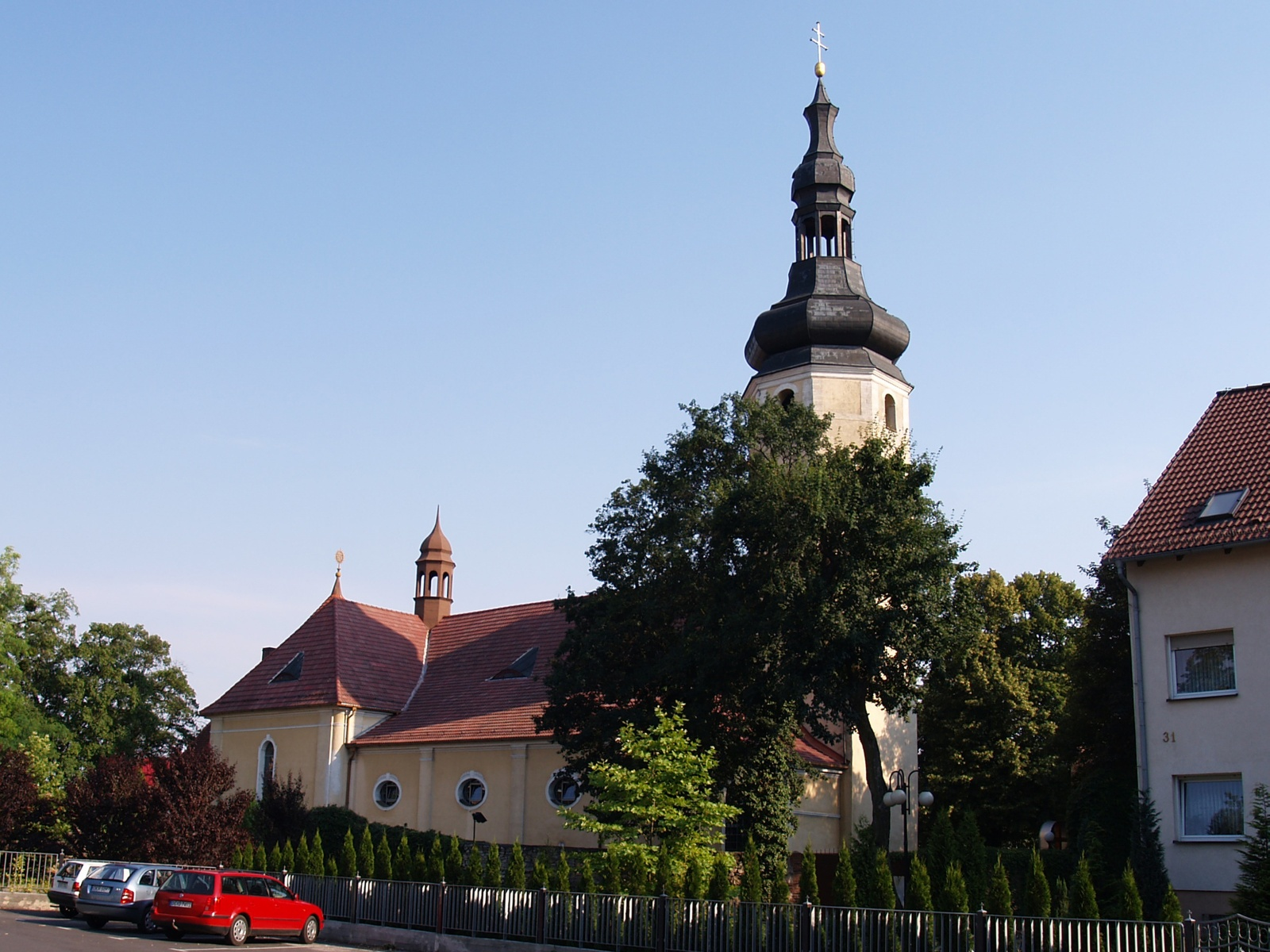
Kirche Mariä Himmelfahrt

Erstmals urkundlich erwähnt wurde Ocnant 1223 mit einer Pfarrkirche. 1302 wurde die im frühen 13. Jahrhundert gegründete Flößersiedlung als Othmant bezeichnet, was später zu Ottmuth wurde. 1316 gelangte Ottmuth in den Besitz der Familie Strala (auch Strzela oder auch Schilhans, alttschechisch für Schielauge) und 1511 an Lukas Buchta von Buchtitz (Buchta z Buchtic), der 1532 starb. Er begann mit dem Bau einer Burg, die von den Herren von Oppersdorff, die Ottmuth 1631 erworben hatten, nach den Zerstörungen des Dreißigjährigen Kriegs wieder aufgebaut wurde. Nach der Neugliederung der preußischen Provinz Schlesien wurde Ottmuth 1816 dem Landkreis Groß Strehlitz eingegliedert, mit dem es bis 1945 verbunden blieb. Seit dem 1. Januar 1874 bildete Ottmuth den gleichnamigen Amtsbezirk.
Der industrielle Aufschwung Ottmuths begann erst 1929 mit dem Verkauf einer großen Landfläche des Guts durch dessen letzten Besitzer Graf Sponeck an den tschechischen Schuhfabrikanten Tomáš Baťa. Die von ihm im Juli 1929 gegründete Deutsche Schuh-Aktiengesellschaft Baťa (nach Verdrängung der Familie Baťa durch das NS-Regime ab 1938 OTA Schlesische Schuh-Werke Ottmuth AG) nahm ihre neu erbaute Schuhfabrik im November 1931 in Betrieb. Sie genoss bald einen überregionalen Ruf, erlebte ihre eigentliche Blütezeit jedoch erst in der sozialistischen Volksrepublik Polen.
Während der Zeit des Nationalsozialismus befand sich in Ottmuth vom 16. Juli 1940 bis zum Juni 1944 ein Zwangsarbeiterlager für Juden. Die Inhaftierten wurden in der Schuhfabrik und bei kleineren örtlichen Unternehmen sowie zum Bau der Reichsautobahn (heute modernisierte polnische A4) eingesetzt.
Nach Ende des Zweiten Weltkriegs 1945 wurde Ottmuth unter polnische Verwaltung gestellt und in Otmęt umbenannt. Es wurde 1954 zur stadtartigen Siedlung erhoben und 1962 nach Krapkowice eingemeindet.

## Sehenswürdigkeiten

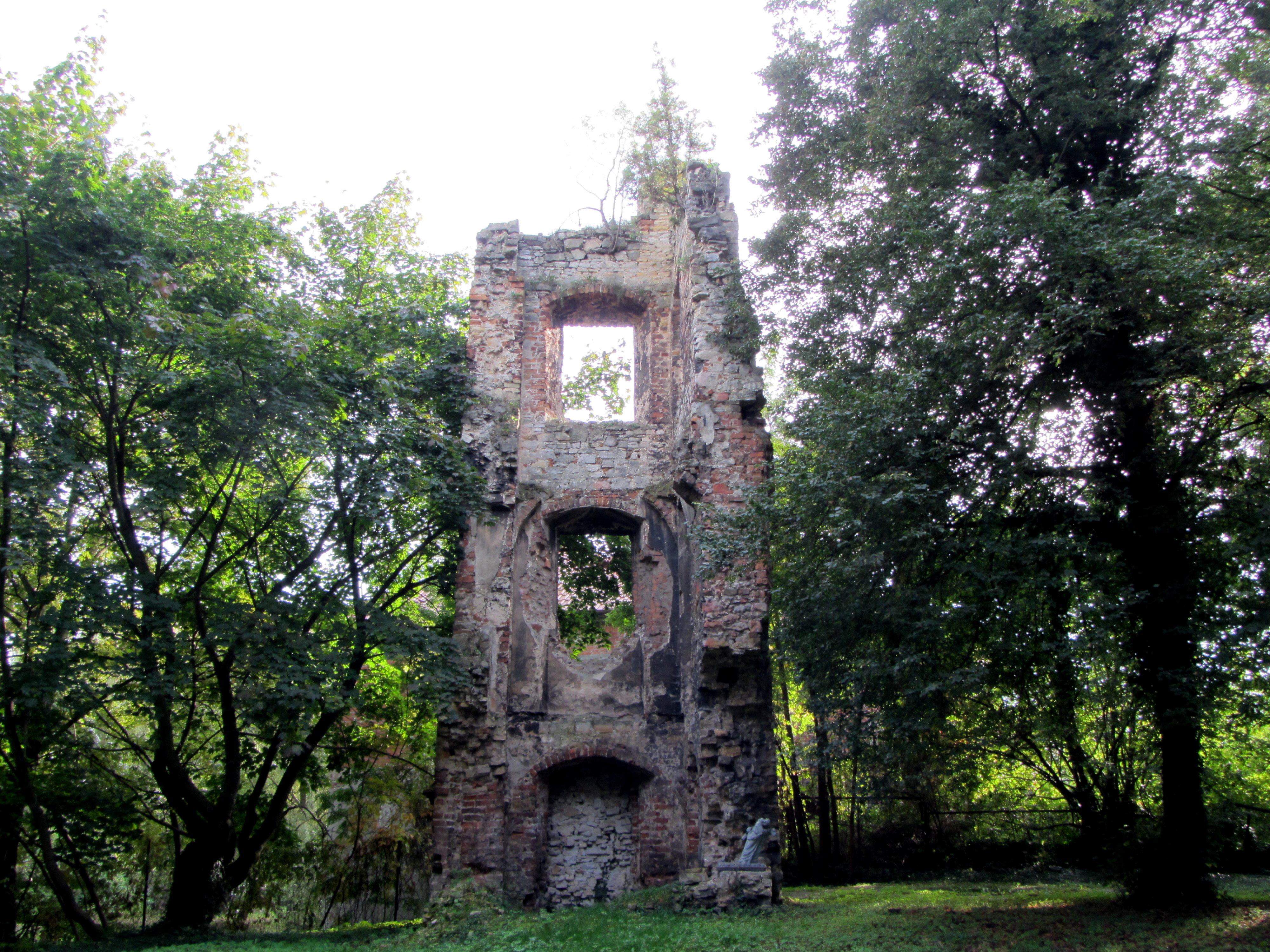
Burgruine Otmęt

### Kirche Mariä Himmelfahrt
Die aus dem 13. Jahrhundert stammende Kirche Mariä Himmelfahrt war ab 1302 im Besitz des Klosters Himmelwitz und um 1600 mit einer Wehrmauer umgeben. 1723 erfolgte der Erwerb des nahe gelegenen Schlossturms und 1902 eine Vergrößerung der gesamten Kirche, die 1945 niederbrannte. Nach dem Zweiten Weltkrieg wurde sie wiederaufgebaut, wobei der Turm und einige architektonische Konstruktionsteile als Stützpfosten aus dem ursprünglichen Gebäude übernommen und so gerettet werden konnten.

### Burgruine Otmęt
Die Burgruine in Ottmuth stammt von dem im 16. Jahrhundert errichteten Schloss, an dessen Stelle eine ältere Burg stand. Das 1608 umgebaute Schloss war seit der zweiten Hälfte des 19. Jahrhunderts unbewohnt und wurde dem Verfall preisgegeben.

### Weitere Sehenswürdigkeiten
- Schloss Ottmuth mit Schlosspark
- Heilig-Geist-Kirche
- Friedhofskapelle
- Wegekapelle mit Säulen
- Fabrikgebäude der Schuhfabrik Otmęt

## Söhne und Töchter des Ortes
- Karol Koziolek (1856–1938), polnischer römisch-katholischer Priester und Aktivist

## Vereine
- Sportverein KS Otmęt